# Humes boeboekuil
Humes boeboekuil (Ninox obscura) is een vogel uit de familie Strigidae (Echte uilen). De vogel werd in 1872 voor het eerst geldig beschreven door de Britse vogelkundige Allan Octavian Hume.

## Verspreiding en leefgebied
Deze soort is endemisch op de Andamanen, een eilandengroep in de Golf van Bengalen.

## Status
De grootte van de populatie is niet gekwantificeerd maar de soort wordt omschreven als algemeen. Op de Rode lijst van de IUCN heeft deze soort de status niet bedreigd.

## Externe link

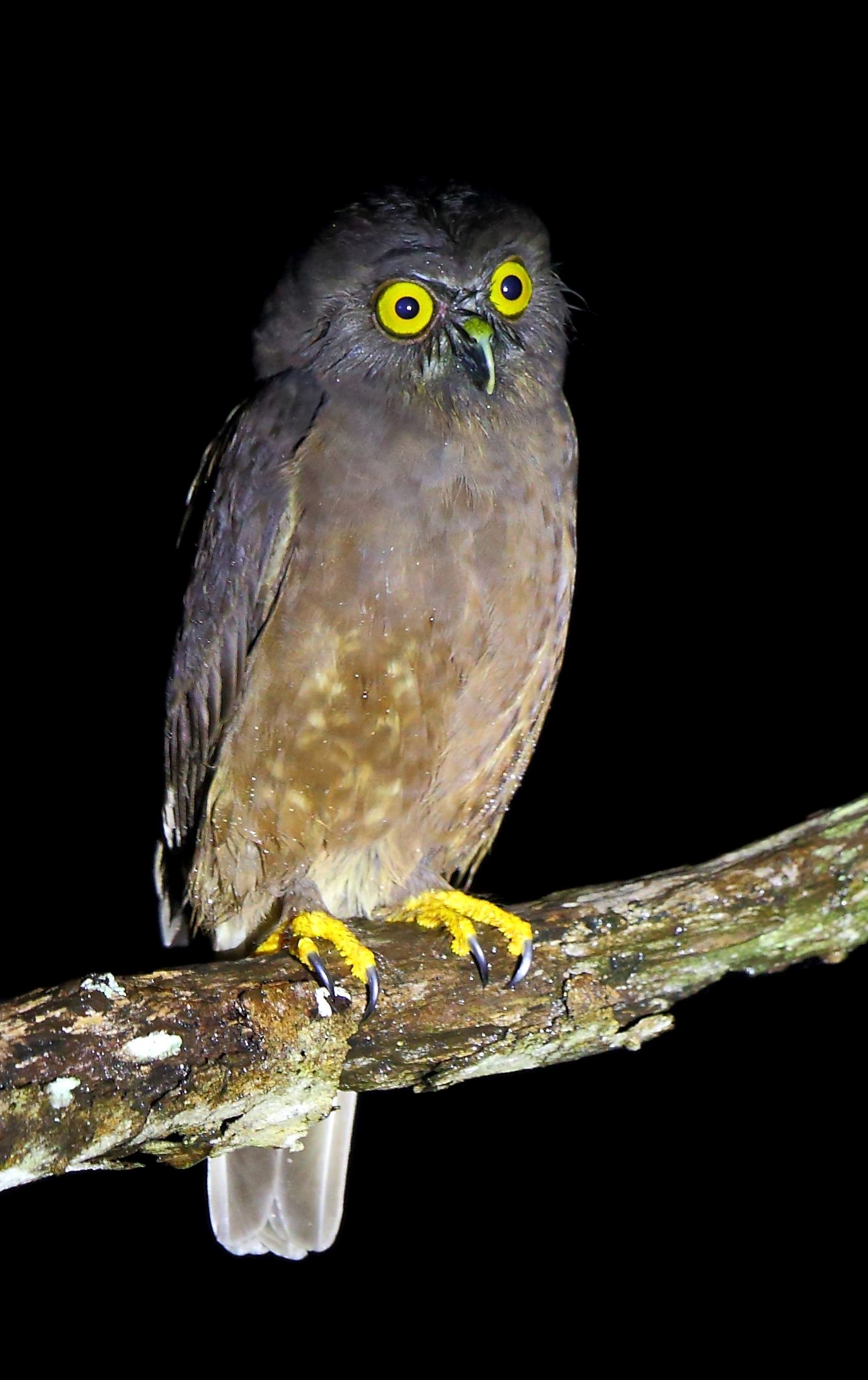